# Biophoton
 (octobre 2019).
Pour la science de l'interaction entre lumière et objets biologiques,, voir biophotonique.
Le biophoton (du grec βιο signifiant « vie » et φωτο signifiant « lumière ») est un photon (corpuscule d’énergie électromagnétique) d'origine biologique n'étant pas issu de produits d'une réaction enzymatique spécifique. Autrement dit, c’est l’émission spontanée de lumière d'intensité ultra faible émanant de tous les systèmes vivants.
Il s'agirait donc d'une chimiluminescence d'origine biologique qui se distingue de la bioluminescence par son absence de mécanisme enzymatique dédié et par une magnitude ou intensité ultra-faible (de l'anglais, ultra-weak spontaneous photon emission, ou parfois plus simplement ultra-weak photon emission).
Au début de la compréhension du système d'émission de biophoton, il a été prétendu qu'en « récoltant l'énergie des biophotons », de supposées « cures » naturelles contre le cancer seraient possibles. Les produits commercialisés et les services basés sur ces dernières affirmations sont à l'heure actuelle considérés au mieux comme de la pseudoscience sans fondement.
Le physicien et auteur sceptique Sébastien Point considère que dans ce domaine, « on ne peut exclure complètement l'idée qu'une partie au moins des conclusions des chercheurs se fondent sur des artefacts expérimentaux » et alerte sur les dérives pseudo-scientifiques (par exemple les thérapies quantiques) liées à la notion de biophotons.
Le concept de biophoton semble être né des travaux du scientifique russe Alexandre Gourvitch conduits au début des années 1920, travaux très critiqués et tombés ensuite dans l'oubli pendant le XXe siècle, puis remis en lumière dans les années 1970 par les publications du biophysicien Fritz-Albert Popp : selon Sébastien Point c'est un exemple de production de certitudes pseudo-scientifiques à partir de la récupération, de la déformation et de l'exagération d'hypothèses produites dans le cadre de la science en train de se faire.
De nos jours, les propriétés non triviales et correllées à des états de santé ou mentaux des biophotons reste une hypothèse marginale, dont la base empirique se limite à des études corrélationnelles mal contrôlées, et qui n’a pas franchi les étapes méthodologiques rigoureuses exigées par la biologie moderne. En revanche, l'existence d'émission de ultrafaible de photons par les cellules vivante peut être considérée comme bien établie expérimentalement.

## Historique
Dans les années 1920, l'embryologiste russe Alexandre Gourvitch découvre une émission « ultra–faible » de photons ultraviolets par les tissus vivants. Il appelle cette radiation « mitogenetic rays » (rayons mitosiques) car il suppose qu'elle a un effet stimulant sur la division cellulaire. Cependant, bien que la croissance cellulaire puisse être stimulée par irradiation à des puissances supérieures, le fait que ces résultats ne soient pas reproductibles fait naître un scepticisme général sur les travaux de Gourvitch.
Ces « rayons mitosiques » sont utilisés sous Staline pour le diagnostic du cancer au point que Gourvitch, inventeur de la méthode, reçut le Prix Staline, bien que la méthode n'eût pas encore été expérimentée à l'Ouest.
En 1953, Irving Langmuir reprend les idées de Gourvitch.[réf. nécessaire]
Vers 2002 Fritz-Albert Popp, inventeur du terme « biophoton », les définit par l'intensité de leur émission à la surface des tissus vivants, qui serait de l'ordre de 10 à 1000 photons par centimètre carré et par seconde.
À la fin du XXe siècle, Anna (la fille de Gourvitch), Colli, Quickenden et Inaba reprennent les recherches, chacun séparément, en s'appuyant sur le phénomène plus neutre de la chimiluminescence biologique faible ou de la bioluminescence ultra–faible. L'hypothèse de base qu'ils ont tous adoptée est que le phénomène est produit par des processus d'oxydation rares et des réactions sur des radicaux.
Si l’histoire des biophotons (ou ultraweak photon, photon de très faible intensité) commence au début du XXe siècle (1929 avec Alexandre Gourvitch) c’est surtout à la fin de ce siècle que la science des biophotons prend de l’amplitude avec Fritz-Albert Popp, biophysicien allemand. En 1981 il arrive à démontrer qu’il existe une émission de biophoton au niveau de l’ADN cellulaire et les hypothèses de l’existence d’un champ énergétique dans le corps des êtres vivants se développent à partir des années 2000.
En 2002 l’hypothèse de l'existence et de l’importance d’un champ électromagnétique (le biofield) des êtres vivants dont l’homme, prend place dans les milieux scientifiques.
En 2003 l’équipe de Cohen et Popp démontrent que les biophotons du corps humain forment un réseau de canaux de lumière dans le corps dont la fonction est supposée réguler le transfert d’énergie et d’informations entre les différentes parties du corps. C’est la même année que Popp explicite les propriétés des biophotons et en tire les conséquences en termes de transmission d’informations.
En 2005, Popp confirme la structure identique à celle des méridiens d’acupuncture du réseau de biophotons. En 2008 il suggère les principes de fonctionnement des thérapies énergétiques par les interactions électromagnétiques et les biophotons. En 2010 une autre équipe valide et développe ces principes
En 2015 l’équipe de Rubik reprend les bases biophysiques du biofield et ses implications dans la médecine

## État des connaissances en 2019
L’émission de biophoton est régulée par le champ magnétique présent dans les organismes vivants.
Ils sont maintenant particulièrement étudiés par exemple dans les travaux de l’équipe de Bajpai RP en termes de nombre, spectre lumineux, intensité et d’autres paramètres permettant de comprendre la multiplicité des signaux (/codes) envoyés et la possibilité de la bioinformation. Note : les mesures des émissions ont été faites au niveau des mains de sujets humains.
Les fonctions des émissions de biophotons sont multiples : communication cellulaire, action sur l’horloge biologique, fonctionnement de l'ADN et des protéines, notamment le processus de réplication de l'ADN, la synthèse des protéines et la signalisation cellulaire ainsi que dans la phosporylation oxydative et la photosynthèse. Il a été également démontré que ces actions peuvent se faire par activation ou inhibition des processus intra-cellulaire. Ainsi des cellules irradiées peuvent transmettre des informations à des cellules non irradiées.
Dans le corps humain certains lieux ont été noté comme source d’émission de biophotons : le cerveau en premier lieu : Dans cette zone les ondes pourraient suivre les axones myélinisés, ainsi cela signifie que les neurones utilisent la communication photonique en plus des signaux électro-chimiques.
Le fascia est aussi une zone d’émission de biophotons, ce tissu fascial entoure toutes les structures corporelles créant ainsi une continuité structurelle ce qui est particulièrement important dans la notion de transmission de bioinformations.

## Lien avec les pseudociences
Des études non confirmées ou rédigées dans des revues connues pour leur manque de sérieux sont apparues par la suite. Certains écrits affirment que la méditation entraîne des modifications physiologiques et biochimiques, des modifications se produisent également dans les émissions de biophotons mesurés au niveau des mains et du front et d’autres emplacements anatomiques. Ces modifications se retrouvent à long terme aussi dans la pratique de la méditation régulière.
L’équipe de Wiljk à également tâché de montrer que des séances de Reiki entraînaient une modification du nombre de biophotons émis.
Au-delà des biophotons, une grande variété d'activités bioélectromagnétiques a été identifiée, souvent associée à des énergies d'interaction nettement inférieures à celles du bruit thermique, qui produisent des effets cliniquement significatifs, notamment une amélioration de la croissance, la réparation des plaies, une régénération et une réduction de la douleur et de l'inflammation.
L'opinion de certains praticiens de médecine alternative selon laquelle les biophotons auraient une signification physiologique et une influence sur la santé n'a pas encore été acceptée par les biologistes et les physiologistes, mais elle l'est dans les cercles ésotériques et chez certains praticiens de médecine alternative. Aucune étude clinique ne prouve leur efficacité sur la santé.
Physiquement, le rayonnement peut être détecté à l'aide de détecteurs de photons très sensibles. Comme cette mesure ne peut détecter que les photons émis , il est impossible de déduire directement les conditions de rayonnement régnant dans les cellules. Les critiques de cette théorie soulignent notamment que la cohérence postulée des photons ne peut être prouvée.
Les critiques voient dans les hypothèses sur les effets des biophotons sur la santé une tentative de relancer le vitalisme , un concept abandonné en biologie et en médecine au XIXe siècle. Au lieu des forces vitales immatérielles du vitalisme conventionnel, un néovitalisme pseudo-scientifique est désormais propagé. Ceci explique, d'une part, l'éloignement de la science biologique et médicale établie par rapport aux affirmations sur les biophotons, mais aussi, d'autre part, le grand intérêt de certains partisans de la médecine alternative.
Le concept de biophoton, souvent défini comme une émission ultra-faible de photons par les cellules vivantes, suscite un scepticisme dans la communauté scientifique. Premièrement, les détections sont à la limite des seuils instrumentaux, rendant les mesures vulnérables aux artefacts expérimentaux, au bruit de fond thermique ou à la contamination externe. Deuxièmement, bien que l’émission de lumière faible par certains processus biochimiques soit connue (comme l’oxydation lipidique), l’idée selon laquelle ces biophotons joueraient un rôle fonctionnel actif dans la communication cellulaire ou l’organisation biologique n’est étayée par aucune preuve robuste. Aucune revue systématique ni consensus post-critique de réplication ne valide leur rôle biologique significatif. Pire encore, certains promoteurs du concept extrapolent sans fondement vers des théories pseudo-scientifiques, allant jusqu’à attribuer aux biophotons des propriétés quasi quantiques ou spirituelles, ce qui affaiblit davantage leur crédibilité.
En l’état, les propriétés non triviales et correllées à des états de santé ou mentaux des biophotons reste une hypothèse marginale, dont la base empirique se limite à des études corrélationnelles mal contrôlées, et qui n’a pas franchi les étapes méthodologiques rigoureuses exigées par la biologie moderne. En revanche, l'existence d'émission de ultrafaible de photons par les cellules vivante peut être considérée comme bien établie expérimentalement,,.

## Hypothèses anciennes
De par sa nature oxydante dont tirent leur énergie la plupart des êtres vivants, la biosphère est le siège, au sein des cellules et au cours de la respiration, de nombreuses réactions spontanées donnant naissance à des radicaux libres issus de l'ionisation de l'oxygène. Ces ions très réactifs finissent pour la plupart incorporés dans les molécules d'eau environnantes sous forme de peroxyde d'hydrogène, molécules qui sont éliminées au sein des cellules par les catalases et les peroxydases. Un certain nombre de radicaux libres peuvent cependant réagir avec des acides gras ou avec les acides aminés aromatiques des protéines, puis après interaction avec un fluorochrome émettre des biophotons.
Ces réactions conduisent généralement à la formation d'un état d'ionisation à spin triplet qui libère un photon en retournant à son état d'origine d'énergie inférieure selon un schéma proche de la phosphorescence. Ces réactions contribuent à l'émission spontanée des biophotons comme le suggèrent des études qui mettent en lumière que leur émission peut être atténuée par un appauvrissement en antioxydants ou par l'addition de dérivés du carbone. Cette idée est confortée par des études indiquant que l'émission peut être augmentée par addition de ROS (Reactive Oxygen Species).
Étant donné qu'on observe une bioluminescence visible dans de nombreuses bactéries et autres cellules, on peut imaginer qu'un nombre extrêmement faible de photons de la bioluminescence ultra-faible est simplement un sous-produit du métabolisme cellulaire (les chiffres correspondent à peu près à un photon unique par cellule et par mois en admettant un diamètre cellulaire de 10 micromètres).
On pense que le métabolisme cellulaire évolue par étapes, chacune mettant en jeu une petite quantité d'énergie (voir ATP). En admettant une partie de hasard, en accord avec les lois de la thermodynamique (et de la statistique), on peut penser que quelques étapes aberrantes peuvent apparaître de temps à autre, et de ces « états interdits », en raison du déséquilibre énergétique physicochimique, un photon peut être émis.
En biologie moderne, on peut souvent bénéficier d'un bon modèle statistique en raison du grand nombre de molécules en interaction. Dans la théorie du chaos, par exemple, on estime souvent que le hasard apparent des systèmes est dû à ce que nous ne connaissons pas le système d'ordre supérieur duquel le système étudié est un élément. Ceci a conduit les spécialistes des grands nombres à utiliser les statistiques pour expliquer que des données apparemment au hasard sont des effets secondaires de la distribution des probabilités.

## Hypothèses anciennes sur la communication cellulaire
Dans les années 1970, le professeur Fritz-Albert Popp, alors assistant, et son équipe de recherche de l'université de Marbourg (Allemagne) montrèrent que l'émission couvrait un large spectre de longueurs d'onde, de 200 à 800 nm. Popp avança que la radiation devait être à la fois semi-périodique et cohérente. Cette hypothèse n'a pas rencontré beaucoup de succès parmi les scientifiques qui avaient étudié le dossier. Pourtant, Popp et son équipe ont construit, testé, déposé et mis sur le marché un appareil pour mesurer les émissions de biophotons et déterminer ainsi la maturité et la valeur nutritive des fruits et légumes.
Les Russes, les Allemands, et d'autres spécialistes en biophotonique, adoptant souvent le terme de « biophoton » de Popp, ont bâti une théorie — comme Gurwitsch — prévoyant que les biophotons pouvaient être impliqués dans différentes fonctions de la cellule, comme la mitose, et même qu'ils pouvaient être produits et détectés par l'ADN du noyau cellulaire. En 1974, le docteur V.P.Kazmacheyev annonça que son équipe de recherche de Novossibirsk avait détecté des communications intercellulaires établies au moyen de radiations de biophotons.
Les promoteurs de cette théorie prétendent en plus que des études ont montré que des cellules endommagées émettaient plus de biophotons que des cellules saines et que des organismes lésés émettaient de la même façon une lumière plus intense, ce qui a été interprété comme une sorte de « signal de détresse ». Cependant cette interprétation est sujette à débat, car les cellules lésées sont également le siège d'un métabolisme accru qui résulte en un plus grand stress oxydant, ce qui en fin de compte est l'ultime source de l'émission des photons. L'étude publiée par Masaki Kobayashi et ses collaborateurs en juillet 2009 a démontré que si l'émission de biophotons est bien liée au métabolisme, elle n'est pas corrélée topologiquement à la température ni à l'émission de rayonnements infrarouges. En effet, contrairement à ce qui a été constaté en imagerie infrarouge lors de l'analyse, le torse produit une émission moindre de biophotons que le visage, ce que les auteurs expliquent par un taux de mélanine, un fluorochrome, différent, moindre sur le torse que sur le visage. Si cette hypothèse est correcte, ce serait la preuve que le stress oxydant et les réactions résultant des radicaux libres ne se traduisent pas systématiquement par une émission de biophotons, mais que celle-ci requiert la présence de facteurs additionnels pour se manifester de cette forme. Que cela constitue un « signal de détresse » ou plus simplement un bruit de fond résultant de réactions biochimiques exacerbées reste donc encore à être démontré.
Une des hypothèses avancées est que cette forme de communication apparaît lorsque plusieurs organismes unicellulaires s'unissent pour former un organisme plus complexe et utilisent les biophotons comme une sorte de système nerveux primitif[réf. nécessaire]. Cette hypothèse a cependant été invalidée lorsqu'il a été constaté que d'ordinaires bactéries émettent également des biophotons, ce qui renforce la thèse simplement métabolique et liée au stress oxydant. Selon une autre hypothèse, cette forme de signal biophotonique, ayant son origine dans le sang, continue de jouer un rôle dans la réception, la transmission et le traitement des informations électromagnétiques.